# Ichneumia
Ichneumia és un gènere de mamífers carnívors de la família de les mangostes (Herpestidae). Hi ha fonts que el consideren monotípic, amb la mangosta cuablanca (I. albicauda) com a únic representant, i d'altres que hi situen l'espècie extinta I. nims, del Pliocè superior del Marroc, juntament amb material fòssil d'altres espècies pendents de descriure. La mangosta cuablanca viu a Àfrica i la península Aràbiga, mentre que els possibles representants extints eren tots endèmics d'Àfrica. I. nims era una mica més petita i tenia una dieta més rica en insectes que el seu parent modern.